# ملاس غروي
ملاس غروي (الاسم العلمي: Leotia lubrica) هو نوع من الفطريات يتبع جنس فطر الملاس من الفصيلة الملاسية

## صور

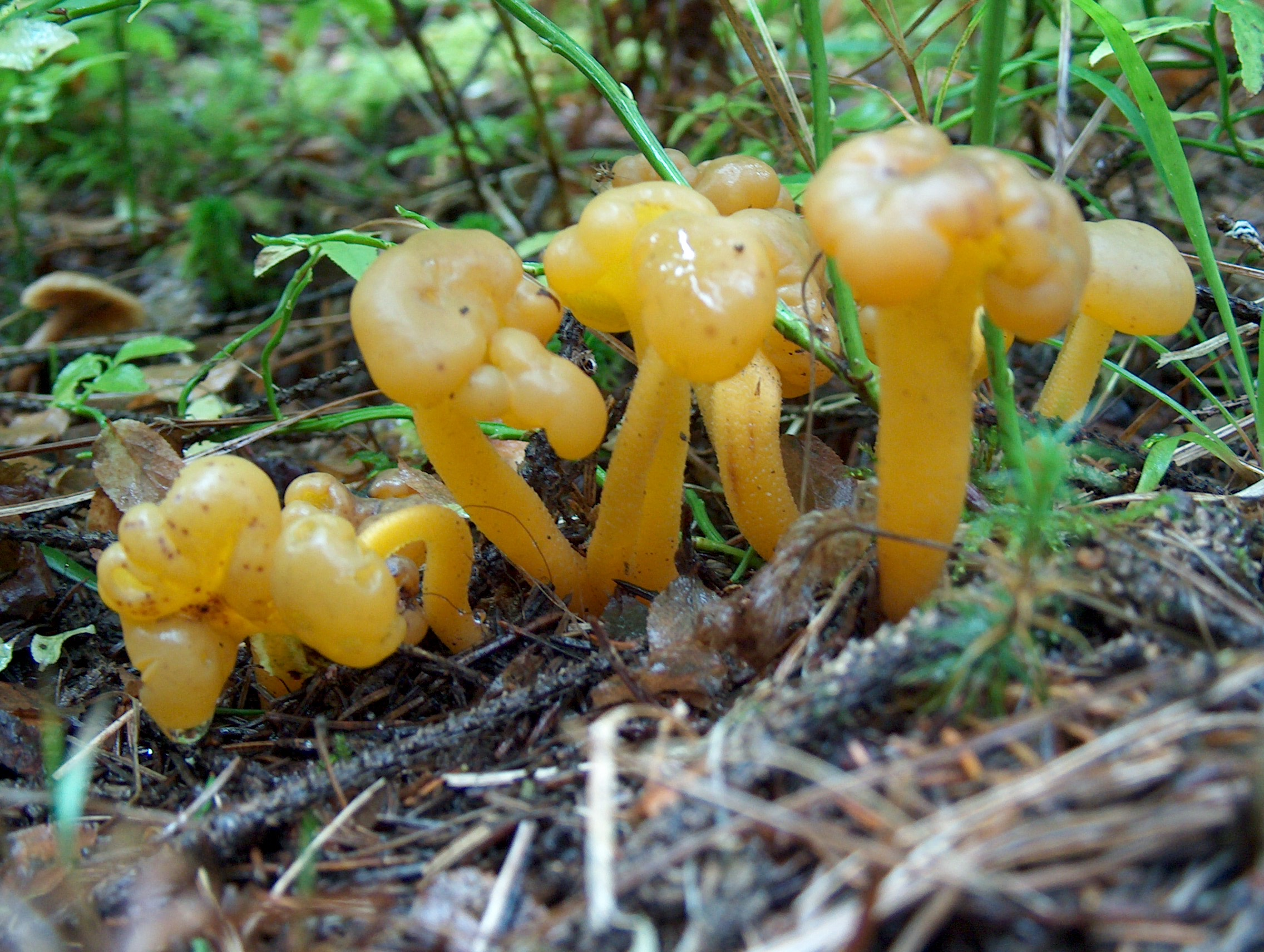
في كيرافا في فنلندا
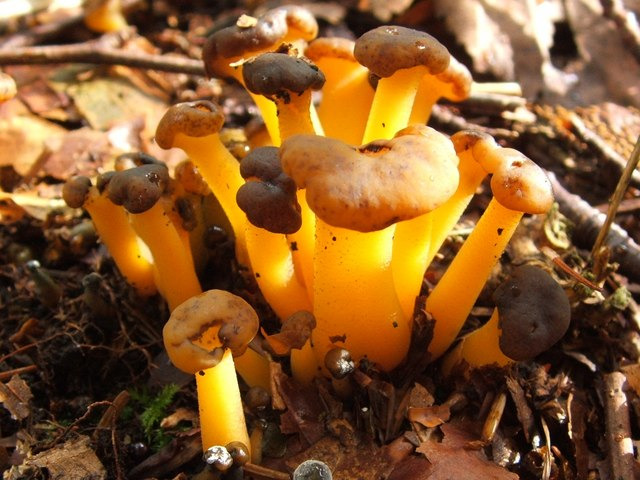
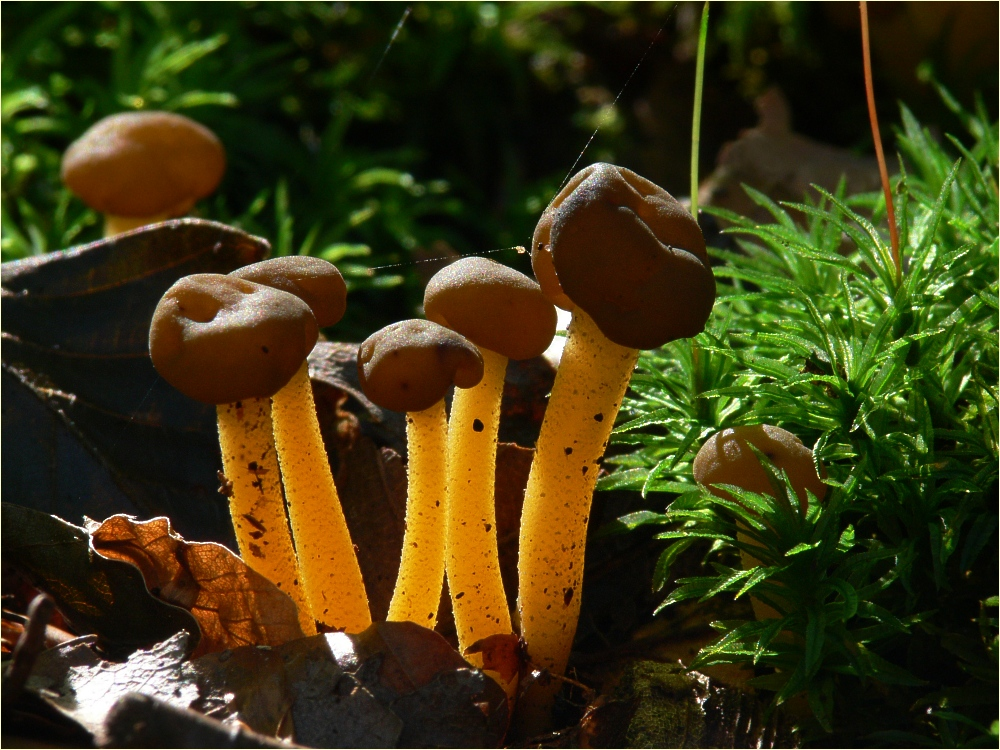
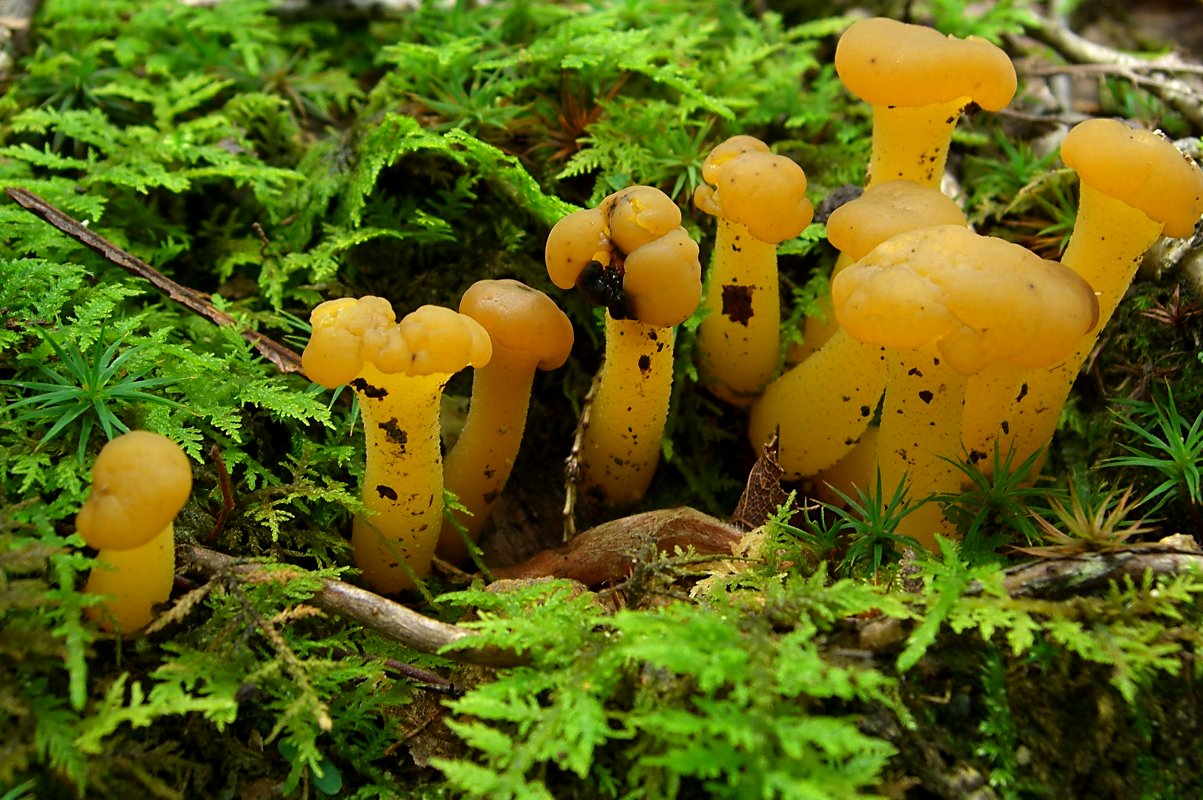
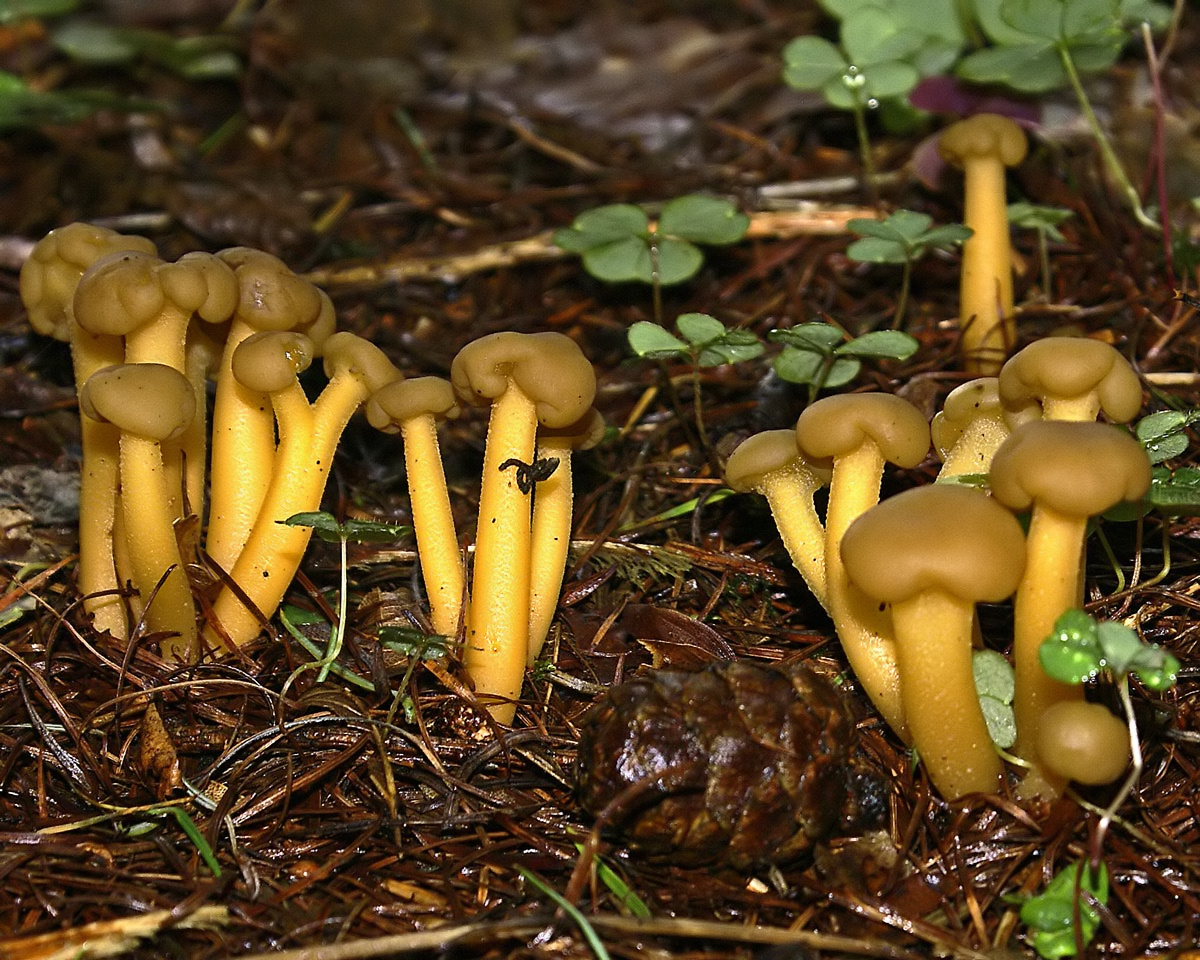
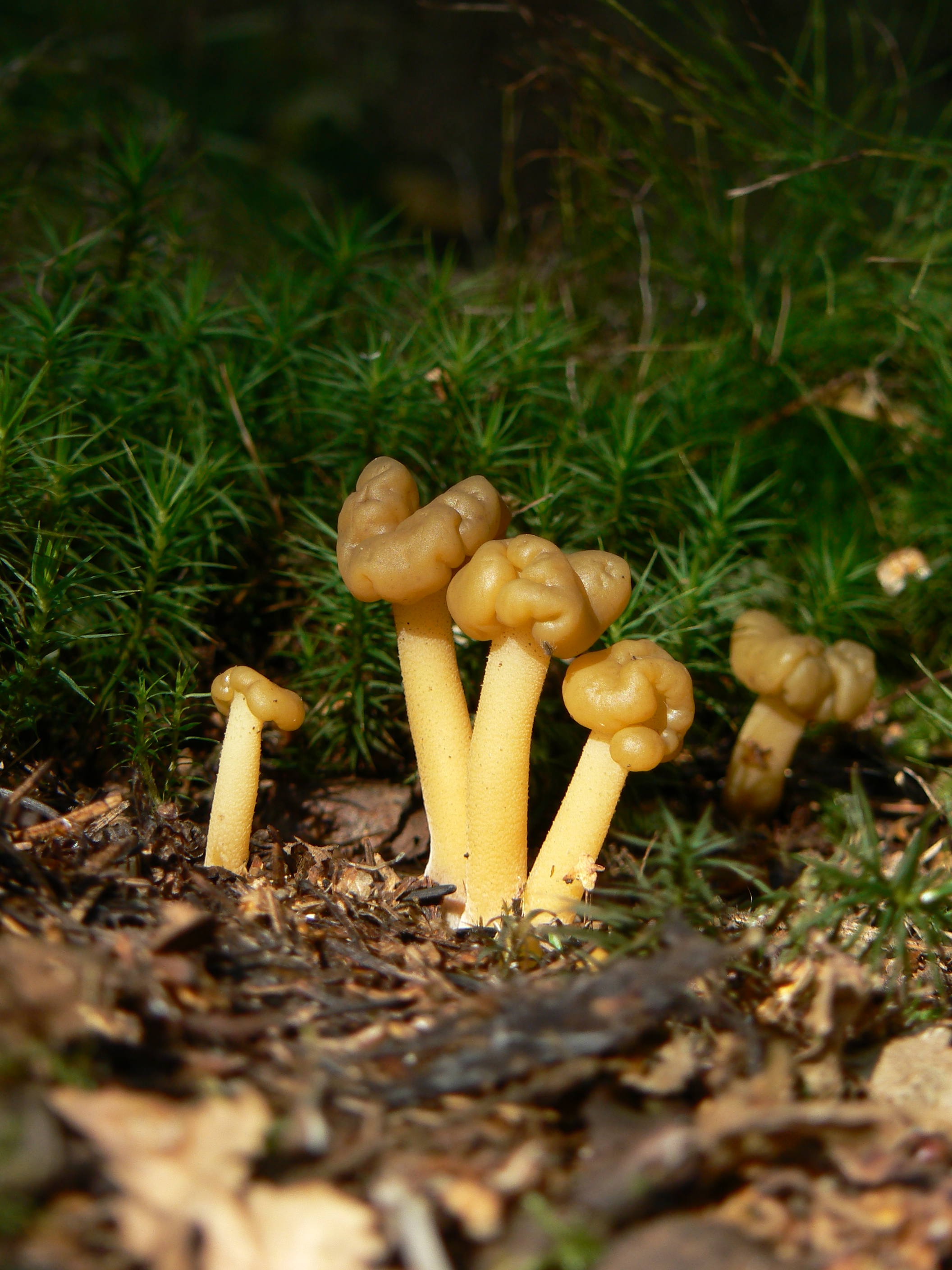
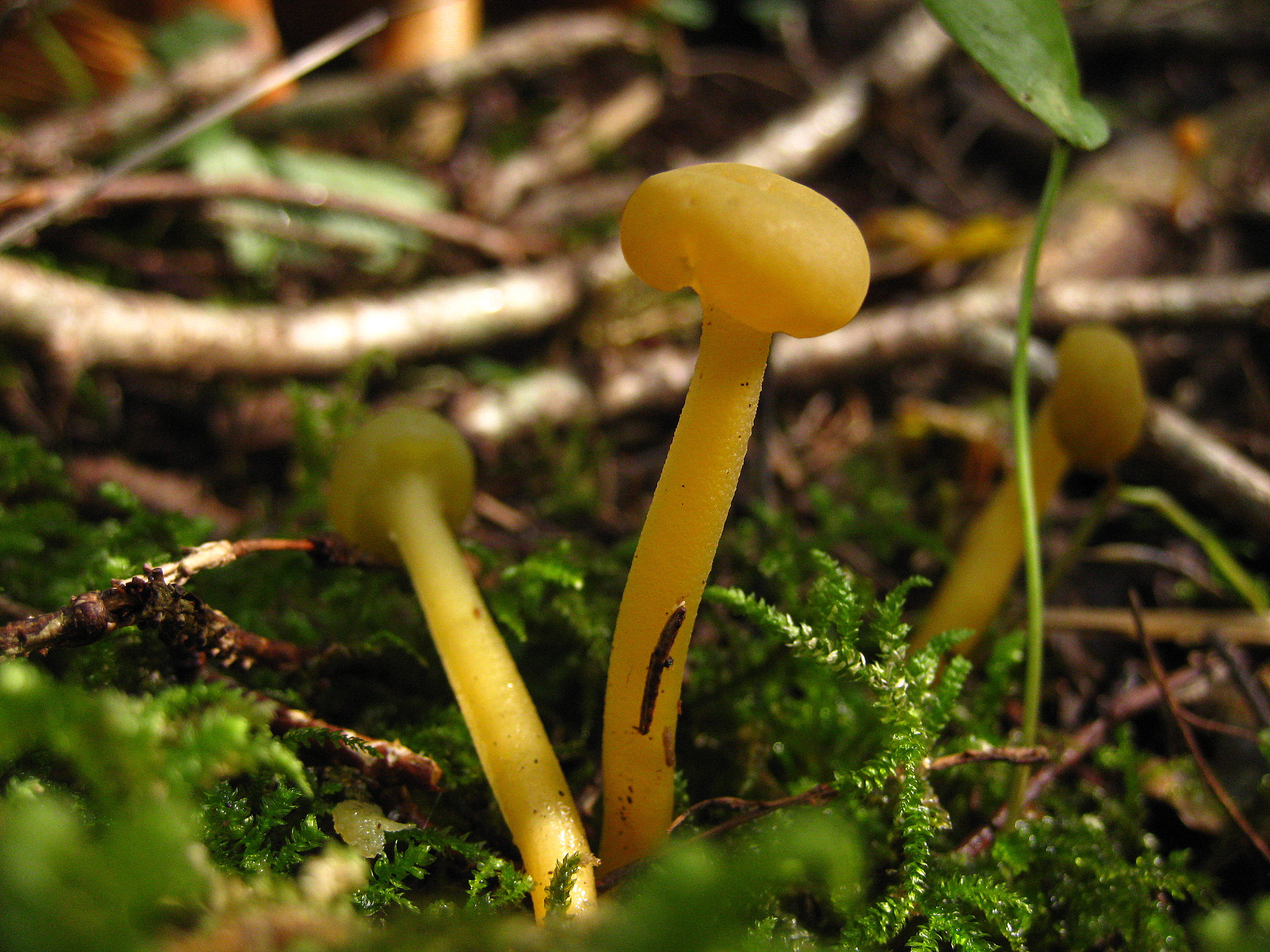
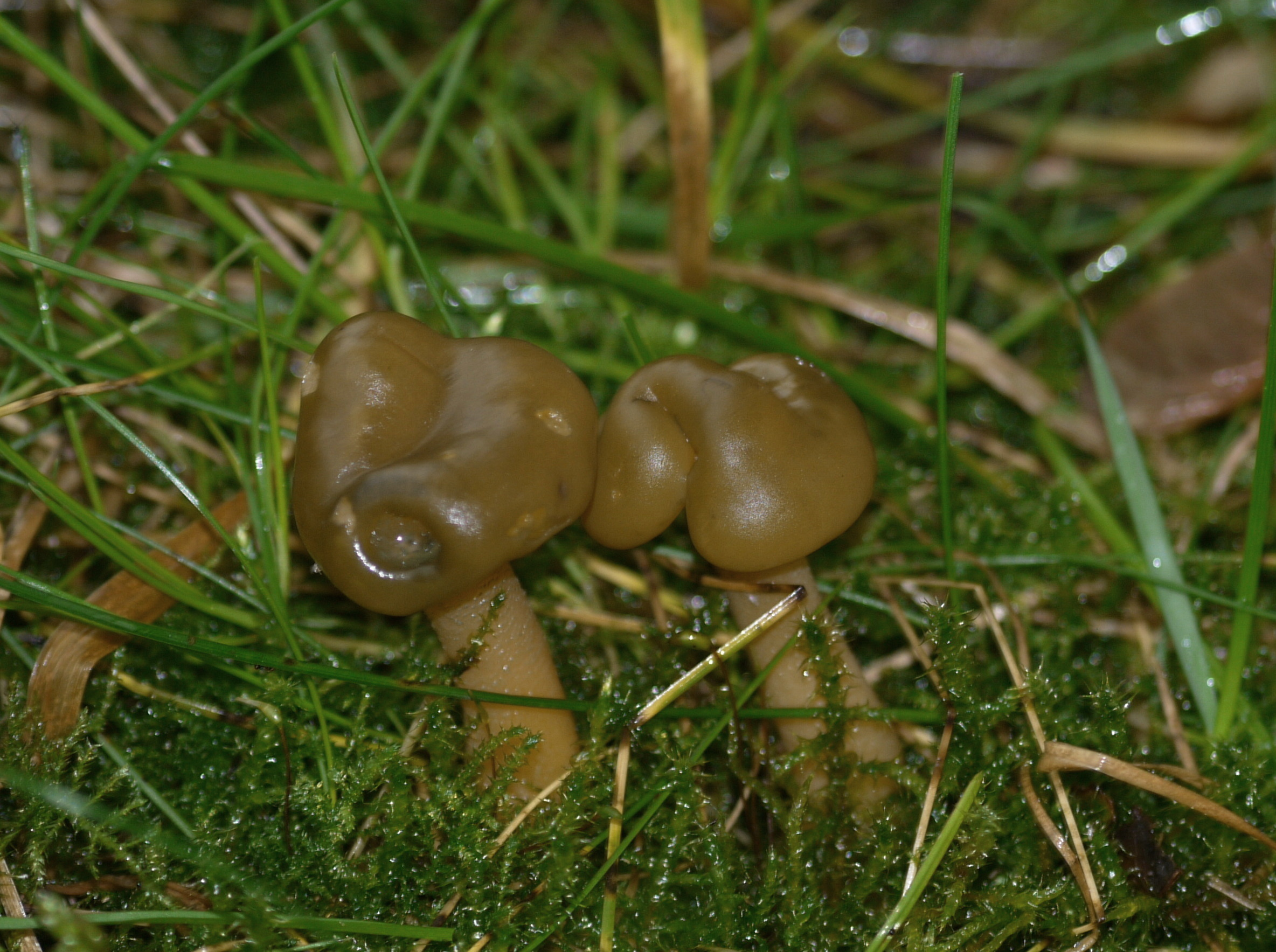
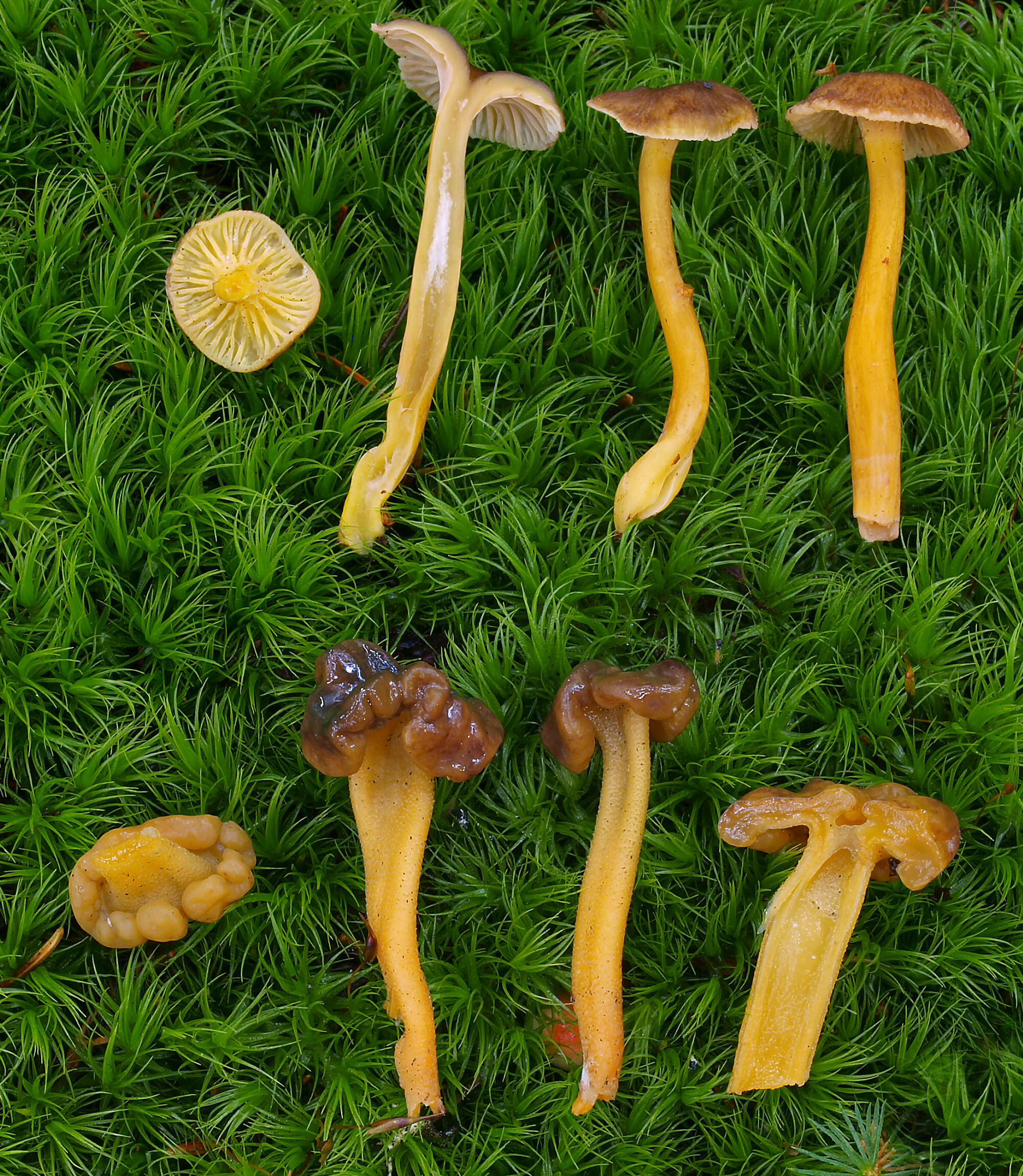
الفويهي الأنبوبي والملاس الغروي
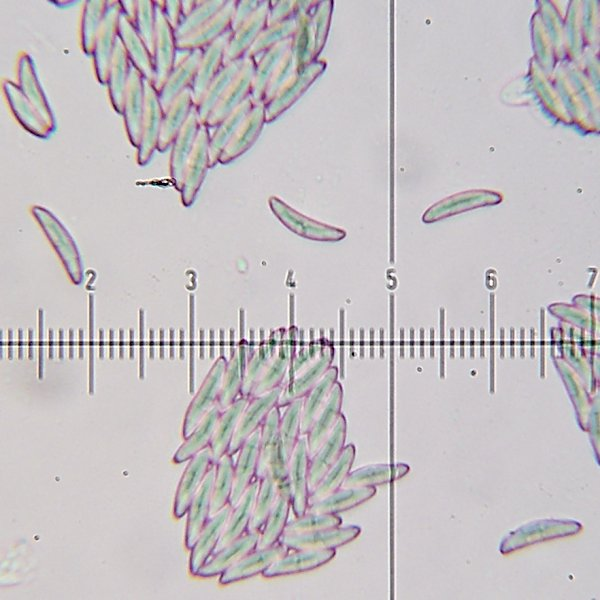
الأبواغ